# Norbert Steger
Norbert Steger (* 6. März 1944 in Wien) ist ein österreichischer Rechtsanwalt und ehemaliger Politiker (FPÖ). Steger war von 1980 bis 1986 Bundesparteiobmann der FPÖ und von 1983 bis 1987 österreichischer Vizekanzler und Handelsminister.  Er vertrat die FPÖ im ORF-Stiftungsrat, von Mai 2018 bis 2022 war er Vorsitzender des Stiftungsrates.

## Politischer Werdegang
Seine politische Laufbahn begann Norbert Steger 1965, damals in der Universitätssängerschaft Barden zu Wien (damals DS) aktiv, als stellvertretender Vorsitzender des Rings Freiheitlicher Studenten (RFS). Fünf Jahre später war er Gründungsmitglied des „Atterseekreises“ innerhalb der FPÖ. Ziel dieser Vereinigung war es, dem liberalen Flügel innerhalb der Freiheitlichen Partei gegenüber dem deutschnationalen mehr Gewicht zu verleihen.
1977 wurde Steger Obmann der FPÖ Wien, 1980 Bundesparteiobmann und Vizepräsident der Liberalen Internationalen. Als Nachfolger des Grazer Bürgermeisters Alexander Götz an der Parteispitze versuchte Steger, die FPÖ aus der rechten Ecke zu holen und politisch salonfähig zu machen. Dies gelang ihm 1983: Nachdem Bundeskanzler Bruno Kreisky (SPÖ) aufgrund des Verlustes der absoluten Mehrheit zurückgetreten war, nahm die SPÖ Koalitionsverhandlungen mit der FPÖ auf, die mit 4,98 Prozent – ihrem schwächsten jemals erzielten Ergebnis – gerade noch im Nationalrat verblieben war.

## Regierungsmitglied
Dies führte zur Bildung von Österreichs erster rot-blauer Koalition und zur ersten Regierungsbeteiligung der FPÖ in der Geschichte der Zweiten Republik. Steger wurde Vizekanzler unter dem neuen Bundeskanzler Fred Sinowatz, seine Partei stellte drei Minister in der Bundesregierung Sinowatz.
Unter Norbert Steger – der zum wirtschaftsliberalen Flügel gehörte – versuchte die FPÖ, die „Kellernazis“ (Zitat Steger) loszuwerden, ein liberaleres Image zu bekommen und damit für neue Wählerschichten attraktiv zu werden.
1986 wollte Steger zum Anti-WAAhnsinns-Festival nach Bayern einreisen, um gegen die atomare Wiederaufarbeitungsanlage Wackersdorf (WAA) zu demonstrieren. Das gespannte Verhältnis zu Bayern und zum bayerischen Ministerpräsidenten Franz Josef Strauß wurde dadurch verschärft und veranlasste Strauß, den Rücktritt des deutschen Außenministers Hans-Dietrich Genscher zu fordern.
Am 13. September 1986 übernahm Jörg Haider, Stegers innerparteilicher Konkurrent und damals FPÖ-Landesparteiobmann von Kärnten, auf dem Parteitag in Innsbruck in einer Kampfabstimmung den Bundesvorsitz. Bundeskanzler Franz Vranitzky kündigte daraufhin die Koalition auf. Am 23. November 1986 fanden Neuwahlen statt, in denen sich die Freiheitlichen um 4,7 Prozentpunkte auf 9,7 Prozent verbesserten. Die Sozialisten, die 4,5 Prozentpunkte verloren, und die ÖVP, die 1,9 Prozentpunkte verlor, bildeten danach eine Große Koalition unter Kanzler Franz Vranitzky, der bereits am 16. Juni Sinowatz abgelöst hatte, nachdem dieser nach der Wahl des ÖVP-Kandidaten Kurt Waldheim zum Bundespräsidenten zurückgetreten war.
Am 16. Dezember endete Stegers Abgeordnetenmandat, und am 21. Jänner wurden seine Nachfolger als Minister und Vizekanzler vereidigt. Neuneinhalb Monate später wurde seine zweite Tochter Petra geboren.

## Weitere Tätigkeit
Nach dem Ende seiner politischen Karriere widmete sich Steger bis zu seiner Pensionierung seiner Rechtsanwaltstätigkeit. Seine Kanzlei war auf Gesellschaftsrecht (insbesondere Gesellschaftsgründungen), Liegenschafts- und Immobilienrecht, Insolvenzrecht, Unternehmenssanierungen, internationales Recht und Wirtschaftsrecht spezialisiert.
Steger war für die FPÖ Mitglied des ORF-Stiftungsrats. Im Mai 2018 wurde er zum Vorsitzenden des Stiftungsrates gewählt. Bei der Wahl durch das 35-köpfige ORF-Aufsichtsgremium erhielt er 25 Ja-Stimmen und neun Gegenstimmen. Ein Mitglied enthielt sich. Im Mai 2022 wurde Lothar Lockl zu seinem Nachfolger als Vorsitzender des Stiftungsrates gewählt.
Für Kontroversen sorgte im April 2018 im Rahmen seiner Kritik an der betont Orbán-kritischen Berichterstattung des ORF zur ungarischen Parlamentswahl seine Äußerung in den „Salzburger Nachrichten“: „Von den Auslandskorrespondenten werden wir ein Drittel streichen, wenn diese sich nicht korrekt verhalten.“ Auf die Anmerkung, er habe „Drohkulissen“ gegen die ORF-Redaktion aufgebaut, sagte Steger nach seiner Wahl zum ORF-Stiftungsratsvorsitzenden, er finde, „es hat schon gewirkt“. Er wolle „Konsensvorsitzender“ werden, aber man versuche, einen „modernen, neuen ORF zu machen“. Zeitgleich zur Ibiza-Affäre im Mai 2019, die damit endete, dass die FPÖ aus der Regierungsverantwortung entlassen wurde, kündigte Steger an, aus gesundheitlichen Gründen seine Tätigkeit im ORF für mehrere Monate ruhend zu stellen.

Durch die Auswertung der Chats von Heinz-Christian Strache im Rahmen der Aufarbeitung der Ibiza-Affäre wurde bekannt, dass Steger in seiner Funktion als Vorsitzender des ORF-Stiftungsrats mit der Generaldirektion des ORF detaillierte Postenbesetzungen bei ORF-Online vereinbart hatte. Der ORF-Redakteursrat erkannte darin einen dreisten Verstoß gegen das ORF-Gesetz, sah die vorgeschriebene Unabhängigkeit von Personen und Organen des ORF gefährdet und merkte an, dass dies das erste öffentliche Bekanntwerden klarer Absprachen zwischen hohen Parteifunktionären und dem Vorsitzenden des ORF-Stiftungsrates gewesen wäre.
Bitte, bitte bei Verhandlungen nicht vergessen: Betriebsräte müssen das Stimmrecht bei Personalentscheidungen im Stiftungsrat verlieren.

## Sonstiges
Sein Vater Karl Mittendorf war laut Norbert Steger „ein aufrechter Südtiroler“, der von einem jüdischen Bankier namens Steger adoptiert worden sei und der „niemals Parteimitglied“ gewesen sei. Diese Behauptung stellte sich als falsch heraus: Karl Steger trat 1932 der NSDAP (Mitgliedsnummer 903.441) bei. Norbert Steger behauptete in Interviews, sein Vater sei im KZ eingesperrt gewesen, es dürfte aber ein Wehrmachtsgefängnis gewesen sein. Mit Berufung auf die angebliche Inhaftierung seines Vaters im KZ Mauthausen behauptete Steger, es sei da nicht so schlimm gewesen, der Hochofen zur Leichenverbrennung sei erst nach dem Krieg installiert worden.
In einem Interview mit dem Internetfernsehsender Oe24.TV gab er an, dass seine Großmutter zum Judentum konvertiert sei und nach der nationalsozialistischen Machtergreifung im KZ Theresienstadt ermordet worden sei.